# Alexandr Galič
Alexandr Arkaďjevič Galič (rusky Алекса́ндр Арка́дьевич Га́лич, ukrajinsky Олександр Аркадійович Галич, narozen jako Alexandr Aronovič Ginzburg; 19. října 1918 – 15. prosince 1977, Paříž) byl ruský básník, scenárista, dramatik, písničkář a disident.

## Z díla (překlady v češtině a slovenštině)
- GALIČ, Alexandr. Kadiš : písně, básně, prózy. Překlad Milan Dvořák. Praha: Ivo Železný, 2002. 215 s. ISBN 80-237-3698-1.
- GALIČ, Alexandr Arkaďjevič; GREKOVA, Irina. Všedné dni a sviatky: komédia-kronika v 2 častiach. Bratislava: Slovenské divadelné a literárne zastupiteľstvo, 1969. 80 s.

## Odkazy

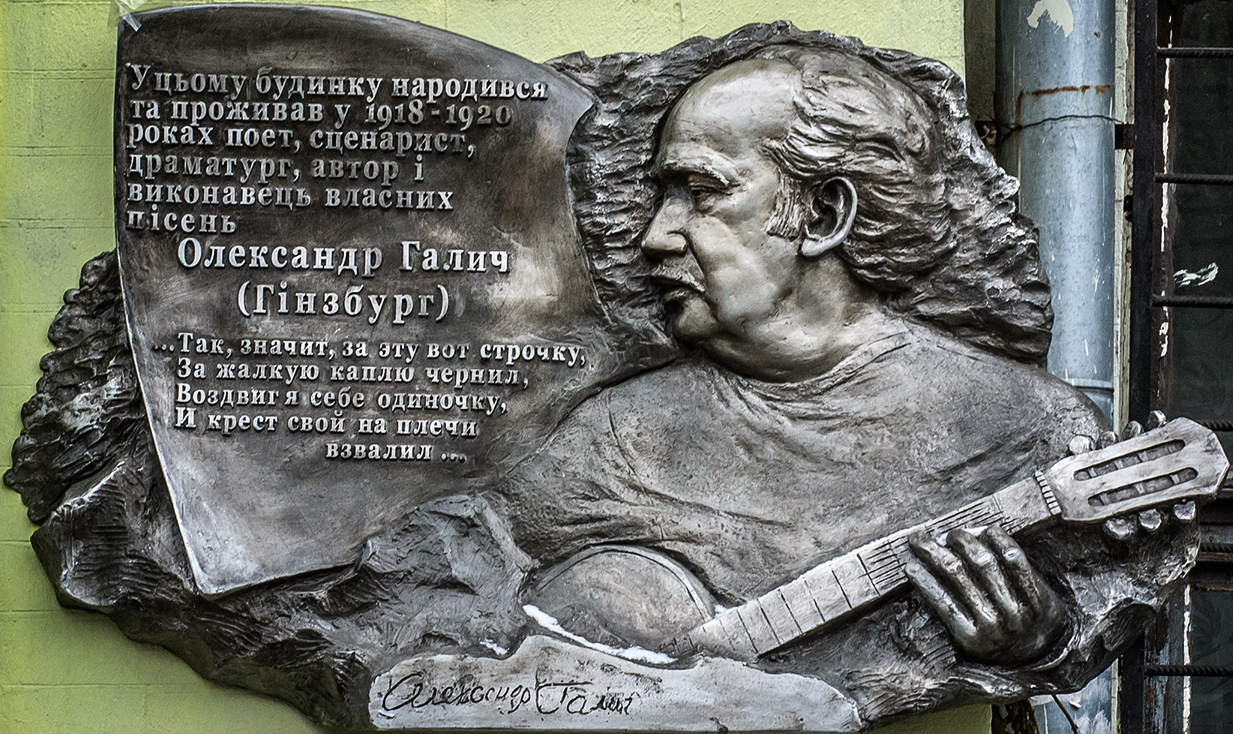
Pamětní deska v rodné Jekatěrinoslavi